# Меморіальний стадіон Універсіади (Кобе)
Меморіальний стадіон Універсіади Кобе (яп. 神戸総合運動公園ユニバー記念競技場) — багатоцільовий стадіон у спортивному парку Кобе, розташований у Сума-ку, Кобе, Японія. Наразі використовується переважно для проведення футбольних матчів. Стадіон вміщує 36 000 глядачів. Він був побудований у 1985 році до літньої Універсіади 1985 року. У 2006 році він став головним стадіоном 61-го Національного спортивного фестивалю Японії. Місцевий футбольний клуб «Віссел Кобе» проводить на стадіоні кілька матчів в рік із високою відвідуваністю.
Національна збірна Японії з футболу провела тут деякі зі своїх домашніх матчів, у тому числі перемогу над Гонконгом з рахунком 3:0 у відбірковому матчі Чемпіонату світу в серпні 1985 року
9 травня 2007 року національна збірна Японії з регбі зіграла тут з Класик Олл Блекс. Результатом стала перемога останніх з рахунком 36–25. Інші ігри з регбі, в тому числі ігри Вищої ліги, іноді проводяться на стадіоні.